# Relapse Records
Relapse Records je neovisna američka diskografska kuća. Osnovao ju je Matthew F. Jacobson 1990. godine, a sjedište joj je u Upper Derbyju, Pennsylvania. Objavljuje izdanja raznih heavy metal te grindcore sastava.

## Sastavi
Neki od sastava koji imaju ili su imali potpisan ugovor s Relapse Recordsom
| Trenutačni - Agoraphobic Nosebleed - Alabama Thunderpussy - Brutal Truth - Cephalic Carnage - Coalesce - The Dillinger Escape Plan - Don Caballero - Dying Fetus - Fuck the Facts | - Kingdom of Sorrow - Mastodon - Misery Index - Necrophagist - Pig Destroyer - Revocation - Rotten Sound - Toxic Holocaust - Voivod |

| Bivši - Amorphis - Anal Cunt - Converge - High on Fire - Nile - Suffocation |

## Vanjske poveznice
- Službena stranica